# Sugiyama Mio
Sugiyama Mio (japanisch 杉山 澪; geb. am 1. April 1995) ist eine japanische Schauspielerin. 

## Leben
Sugiyama begann in Tokio ein Studium an der Landwirtschaftsuniversität Tokio, das sie schließlich zugunsten einer Schauspielkarriere abbrach. Zuvor war sie in Tokio-Harajuku gescoutet worden. Ihr Leinwanddebüt hatte sie 2018 in dem Erotikfilm Be My Slave 3, wo sie an der Seite von Katsuya Maiguma die Hauptrolle der schüchternen Mayuko verkörperte, die in einer BDSM-Beziehung als devote Sklavin aufblüht. Sugiyama erklärte, die Rolle habe ihr geholfen, eine selbstbewusstere Schauspielerin zu werden.

## Filmografie (Auswahl)
- 2018: Be My Slave 3 (おまえ次第〜私の奴隷になりなさい・第３章〜)
- 2019: Real-Fake